# Nyikolaj Ivanovics Grecs
Nyikolaj Ivanovics Grecs, oroszul: Николай Иванович Греч (Szentpétervár, 1787. augusztus 2. (ó-naptár) – Szentpétervár, 1867. január 12. (ó-naptár)) orosz író.

## Életrajza
Előbb tanárkodott, majd beutazva Német- és Franciaországot, 1830-ban a belügyminisztériumban kapott alkalmazást, 1836-ban pedig a pénzügyminisztériumba ment át, majd az ipariskolák tanulmányozására beutazta Angliát, Francia- és Németországot. Ő alapította 1812-ben a maga idejében híres Szyn otkecsesztva (A haza fia) c., valamint Bulgarinnal együtt a nem kevésbé híres Szjevernája Pesela (Északi méh) c. lapokat. Számos művei közül említést érdemelnek: Ucsebnjik ruszkoj literatury (Az orosz irodalom kézikönyve, Szentpétervár, 1819-22); Ruszkája Grammatika (Orosz nyelvtan, uo. 1827), Csjornaja dama (A fekete nő, elbeszélés, 1834), írt továbbá úti leveleket, melyek 3 kötetben jelentek meg (Szentpétervár, 1838), szerkesztett egy orosz lexikont és egy katonai lexikont.

## Forrás
- A Pallas nagy lexikona. Szerk. Bokor József. Budapest: Arcanum – FolioNET. 1998.  ISBN 963 85923 2 X